# Elektrárna Kosovo B
Elektrárna Kosovo B (albánsky Termocentrali Kosova B, v srbské cyrilici Термоцентрала Косово Б) je tepelná elektrárna, nacházející v Kosovu, severozápadně od města Kastriot (Obilić). Je největší v zemi – spolu s elektrárnou Kosovo A se na výrobě energie v zemi podílí 98 %[zdroj?]. Palivem pro ni je hnědé uhlí, které získává z nedalekých dolů. 
Elektrárnu Kosovo B tvoří dva bloky (oba 339 MW instalovaného výkonu). Oba se budovaly na přelomu 70. a 80. let 20. století (1977–1983 a 1984 – blok B2 byl do provozu uveden o rok později, než blok B1). Jejich plánovaná životnost byla 25 let; vzhledem k situaci v Kosovu v 90. letech 20. století, rozpadu Jugoslávie a ekonomického propadu celého regionu jsou však provozovány i nyní. Vzhledem k nedostatečné údržbě však výkon obou bloků poklesl; byly ovšem provedeny alespoň některé dílčí modernizace. Zamýšlené uzavření elektrárny je plánováno na rok 2024.
Spolu s nedalekou elektrárnou Kosovo A přispívá k zhoršení stavu ovzduší, především v zimních měsících. Situaci navíc nepřispívá ta skutečnost, že Kosovo je především rovinného charakteru, obehnané vysokými horami.
Elektrárnu spravuje kosovská vládní společnost KEK (albánsky Korporata Energjetike e Kosovës).